# میلیوا
میلیوا (صربی: Miliva}} یک منطقهٔ مسکونی در صربستان است که در Despotovac واقع شده‌است.